# Conte di Warwick
Conte di Warwick (pronunciato "Worrick") è un titolo nobiliare che venne creato quattro volte nella storia britannica ed è stato uno dei titoli più prestigiosi. Oggi la relativa contea è estinta ed esiste al suo posto il Warwickshire.

## Prima creazione

Stemma di Thomas de Beauchamp, undicesimo conte di Warwick

Stemma del conte Richard Neville

La prima creazione avvenne nel 1088 e si ritenne ereditabile anche attraverso una linea di discendenza femminile. Era tradizionalmente associato con il possesso del Castello di Warwick.
L'araldica dei Conti di Warwick, l'orso e una verga logora, proviene da due leggendari Conti, Arthal e Morvidus. Arthal significa anche "orso", mentre Morvidus si ritiene abbia ucciso un gigante "con un piccolo frassino strappato dalle radici."
Il primo conte di Warwick era Henry Beaumont, giovane figlio di Ruggero, conte di Meulan e fratello di Robert, I conte di Leicester.
Questa famiglia era conosciuta anche col nome di de Bellomont, de Burgo Novo e de Newburgh. Enrico cambiò il nome in de Newburgh dal nome della sua residenza in Normandia (Castello de Neubourg).
Henry divenne proprietario del castello di Warwick nel 1068 e divenne conte nel 1088 come ricompensa per il suo sostegno al re durante la ribellione del 1088.
Il titolo passò attraverso diverse generazioni della famiglia Beaumont fino a Thomas de Beaumont, VI conte di Warwick che morì nel 1242 senza un erede maschio. La contea andò quindi a sua sorella Margaret e successivamente passò a suo cugino William Maudit.
Quando anche William morì senza un erede maschio il titolo passò alla figlia Isabella e a suo marito William Beauchamp e quindi a loro figlio William de Beauchamp, IX conte di Warwick.
Durante questo periodo la contea e la famiglia Beauchamp assunsero sempre maggiore importanza culminata con l'elevazione di Henry, creato quattordicesimo conte di Warwick, a duca di Warwick con importanza gerarchica nobiliare su tutta la nobiltà inglese, escluso il duca di Norfolk.
Questa precedenza venne contestata e comunque con la morte di Henry nel 1445, anche a causa della mancanza di eredi maschi, il ducato tornò ad essere contea.
La contea andò alla figlia di Henry, una fanciulla che morì giovane e lasciò il titolo alla zia paterna Anne de Beauchamp e a suo marito Richard Neville, che divenne sedicesimo conte e passò alla storia come il "Kingmaker", protagonista della guerra delle due rose.
Dopo la morte di Richard Neville il titolo passò di fatto al marito di sua figlia Isabella Neville Giorgio Plantageneto, I duca di Clarence e fratello del re Riccardo III d'Inghilterra. Alla morte di Giorgio e formalmente dopo la morte della nonna Anne de Beauchamp, ereditò il titolo Edoardo Plantageneto, figlio di Giorgio.
Dopo la morte di Edoardo nel 1499 il titolo si estinse.

## Conti di Warwick della prima creazione
- Henry de Beaumont, I conte di Warwick (c. 1048-1119)
- Roger de Beaumont, II conte di Warwick (c. 1102-1153), figlio di Enrico
- William de Beaumont, III conte di Warwick (prima del 1140-1184), figlio di Roger
- Waleran de Beaumont, IV conte di Warwick (1153-1204), figlio di Roger
- Henry de Beaumont, V conte di Warwick  (c. 1195-1229), figlio di Waleran
- Thomas de Beaumont, VI conte di Warwick (1208-1242), figlio di Enrico
- Margaret de Beaumont, VII Contessa di Warwick († 1253), figlia di Henry (V)
- John Marshal, jure uxoris, VII conte di Warwick († 1242)
- John du Plessis, jure uxoris VII conte di Warwick († 1263)
- William Maudit, VIII conte di Warwick (c. 1220-1268), nipote di Waleran
- William de Beauchamp, IX conte di Warwick (c. 1240-1298), pronipote di Waleran
- Guy de Beauchamp, X conte di Warwick († 1315), figlio di William (IX)
- Thomas de Beauchamp, XI conte di Warwick († 1369), figlio di Guy
- Thomas de Beauchamp, XII conte di Warwick (c. 1339-1401), figlio di Thomas (XI)
- Richard de Beauchamp, XIII conte di Warwick (1382-1439), figlio di Thomas (XII)
- Henry de Beauchamp, I duca di Warwick (1425-1446), figlio di Richard
- Anne de Beauchamp, XV contessa di Warwick (1443-1449), figlia di Henry
- Anne de Beauchamp, XVI contessa di Warwick (1426-1492), figlia di Richard
- Richard Neville, jure uxoris XVI conte di Warwick (1428-1471)
- Edoardo Plantageneto, XVII conte di Warwick (1475-1499), nipote di Anna

## Seconda creazione
Il titolo venne conferito nel 1547 al potente statista e militare John Dudley, I duca di Northumberland, e primo Visconte di Lisle nel 1543. Nel gennaio 1553 il Parlamento approvò la successione di suo figlio maggiore John, che divenne secondo Conte di Warwick. Morì giovane nel 1554 ed il titolo si estinse fino a quando non fu ripreso nel 1561 per suo fratello minore Ambrose Dudley, III conte di Warwick. Ambrose fu Master-General of the Ordnance e Lord Luogotenente di Warwickshire. Alla sua morte nel 1590 la contea si estinse benché in seguito il titolo fu utilizzato da Robert Dudley (1674-1649), celebre esploratore, figlio di Robert Dudley, I conte di Leicester, insieme al titolo più prestigioso di Duca di Northumberland, sulla base di un matrimonio segreto dei suoi genitori venendo riconosciuto dell'imperatore Ferdinando II d'Asburgo ma venendo considerato tale uso una vera usurpazione in Inghilterra.

## Conti di Warwick della seconda creazione
- John Dudley, I duca di Northumberland, I conte di Warwick (1504-1553)
- John Dudley, II conte di Warwick (c. 1527-1554)
- Ambrose Dudley, III conte di Warwick (c. 1530-1590)

## Baroni Rich
- Richard Rich, I Barone Rich (c. 1496-1567)
- Robert Rich, II barone Rich (c. 1538-1581)
- Robert Rich, III Barone Rich († 1619) (creato Conte di Warwick nel 1618)

## Terza creazione
Il titolo è stato ricreato quando Robert Rich, terzo barone Rich, venne fatto conte di Warwick nel 1618. Questo nonostante che la famiglia Rich non fosse in possesso del Castello di Warwick (che era nelle mani della famiglia Greville). Suo erede fu il figlio maggiore, alla cui morte la linea del secondo Conte di Warwick e non i titoli passarono al suo primo cugino Robert Rich, secondo conte Olanda e figlio del citato Henry Rich, I conte di Holland. Questa linea della famiglia finì con la morte prematura di suo nipote, il settimo conte, nel 1721. Successe il suo secondo cugino Edoardo Rich, l'ottavo conte. Si trattava del nipote del dell'On. Cope Rich, figlio minore del primo conte di Holland. Alla sua morte nel 1759 tutti i titoli si estinsero.

## Conti di Warwick di terza creazione
- Robert Rich, I conte di Warwick († 1619)
- Robert Rich, II conte di Warwick (1587-1658)
- Robert Rich, III conte di Warwick (1611-1659)
- Charles Rich, IV Conte di Warwick (1619-1673)
- Robert Rich, V conte di Warwick, II conte di Holland (1620-1675)
- Edward Rich, VI conte di Warwick, III conte di Holland (1673-1701)
- Edward Henry Rich, VII conte di Warwick, IV conte di Holland (1697-1721)
- Edward Rich, VIII Conte di Warwick, V conte di Holland (1695-1759)

## Quarta creazione
Il titolo è stato nuovamente ricreato quando Francis Greville, VIII Barone di Brooke venne fatto conte di Warwick nel 1759. Nel 1746 era stato creato conte Brooke. Si determinò così un ricongiungimento della contea con il Castello di Warwick. Nel 1767 Francis chiese alla Camera dei Lord il permesso di usare solo il titolo più prestigioso di "Conte di Warwick": tale autorizzazione non venne mai concessa ma di fatto cessò di essere utilizzato il riferimento alla contea di Brooke.
Al conte si succedettero altri discendenti.

## Conti di Warwick di quarta creazione
- Francis Greville, I conte di Warwick, I Conte Brooke (1719-1773)
- George Greville, II conte di Warwick, II Conte Brooke (1746-1816)
- Henry Greville, III conte di Warwick, III conte Brooke (1779-1853)
- George Greville, IV conte di Warwick, IV Conte Brooke (1818-1893)
- Francis Greville, V conte di Warwick, V Conte Brooke (1853-1924)
- Leopold Greville, VI conte di Warwick, VI Conte Brooke (1882-1928)
- Charles Greville, VII conte di Warwick, VII Conte Brooke (1911-1984)
- David Greville, VIII conte di Warwick, VIII Conte Brooke (1934-1996)
- Guy Greville, IX conte di Warwick, IX Conte Brooke (n. 1957)